# Batyżowiecki Staw
Batyżowiecki Staw (słow. Batizovské pleso, niem. Botzdorfer See, węg. Batizfalvi-tó) – staw tatrzański położony w Tatrach Wysokich w środkowej części Doliny Batyżowieckiej (Batizovská dolina) u stóp najwyższego szczytu Tatr Gerlachu (Gerlachovský štít, 2655 m n.p.m.) oraz Kończystej (Končistá, 2535 m), znajdujący się na wysokości 1884 m.

## Opis
Staw jest jedynym większym jeziorem w Dolinie Batyżowieckiej. Według pomiarów pracowników TANAP-u z lat 1961–67 ma powierzchnię 3,48 ha, wymiary 288 × 160 m i głębokość ok. 8,7 m. Starsze pomiary Josefa Schaffera z 1928 r. dały rezultaty odpowiednio 2,7792 ha, 234 × 160 m i 11,2 m głębokości.
Jest to jezioro polodowcowe o półksiężycowatym kształcie, zamknięte potężnym i typowym ryglem skalnym o wysokości 11 m. Z rygla tego rozciągają się widoki na groźne filary Kończystej, ściany Gerlachu, Batyżowiecki Szczyt, Kościółek, Kaczy Szczyt i Zmarzły Szczyt. Ze stawu wypływa Batyżowiecki Potok (Batizovský potok), który, spadając z progu skalnego, tworzy liczne kaskady – Batyżowieckie Wodospady (Batizovské vodopády).
Obok jeziora na głazie umieszczono tabliczkę upamiętniająca doktora Ernsta Gottlieba, który zginął na pobliskiej Kończystej.

## Szlaki turystyczne
– znakowana czerwono Magistrala Tatrzańska (Tatranská magistrála) przebiegająca z Popradzkiego Stawu przez Przełęcz pod Osterwą do Batyżowieckiego Stawu, a stąd dalej na wschód do „Śląskiego Domu” w Dolinie Wielickiej.
- Czas przejścia z Przełęczy pod Osterwą do Batyżowieckiego Stawu: 1:40 h w obie strony
- Czas przejścia znad Batyżowieckiego Stawu do Śląskiego Domu: 1 h w obie strony

  – żółty szlak z Wyżnich Hagów (Vyšné Hágy) Doliną Stwolską nad staw. Czas przejścia: 2:25 h, ↓ 1:55 h
Żółty szlak turystyczny jest otwarty tylko od 16 czerwca do 31 października, natomiast czerwony – w okresie bez pokrywy śnieżnej.